# Edward Koch
Edward Irving Koch (født 12. december 1924, død 1. februar 2013) var en amerikansk jurist, politiker og politisk kommentator, der i perioden fra 1969 til 1977 var medlem af repræsentanternes hus i USA og i tre valgperioder fra 1978 til 1989 borgmester for New York City.
Koch var hele sit liv demokrat og beskrev sig selv som "liberal med fornuft" ("liberal with sanity"). Han stod i sine sidste år som borgmester i New York bag et omfattende byfornyelsesprogram, og arbejdede i samme periode på et omfattende reformprogram, der skulle reducere byens omkostninger og give skattelettelser, herunder nedbringe antallet af offentligt ansatte.
Ed Koch var en populær borgmester og blev i 1981 genvalgt første gang med støtte fra 75% af vælgerne og blev den første borgmester i New York, der havde opbakning fra både Demokraterne og Republikanerne. Han blev genvalgt anden gang med 78% af stemmerne. Hans sidste periode som borgmester var præget af en række skandaler i byens administration, og selv om Koch ikke var personligt involveret, tabte han snævert valget i 1989 til David Dinkins, der derved overtog borgmesterposten.